# Bossolasco
Bossolasco é uma comuna italiana da região do Piemonte, província de Cuneo, com cerca de 683 habitantes. Estende-se por uma área de 14 km², tendo uma densidade populacional de 49 hab/km². Faz fronteira com Bonvicino, Cissone, Dogliani, Feisoglio, Murazzano, Niella Belbo, San Benedetto Belbo, Serravalle Langhe, Somano.

## Demografia
| Variação demográfica do município entre 1861 e 2011                               |
|                                                                                   |
| Fonte: Istituto Nazionale di Statistica (ISTAT) - Elaboração gráfica da Wikipedia |